# Каин чал
Каѝн чал (от 1942 до 1946 г.: Буковик) е връх във Велийшко-Виденишкият дял на Западните Родопи. Намира се на държавната граница на България с Гърция.
Върхът е изграден от гранит. Височината му е 1815 m. От североизточните склонове на Каин чал води началото си река Въча.